# Un lâche (film, 1920)
Pour plus de détails, voir Fiche technique et Distribution.
Un lâche (titre original : The Great Redeemer) est un film muet américain de Maurice Tourneur et Clarence Brown, sorti en 1920.

## Synopsis
Dan Malloy est un hors-la-loi qui n'arrive pas à rentrer dans le droit chemin, malgré son amour pour une jeune femme qu'il vient de rencontrer juste après sa dernière attaque de train. Le shérif, lui-même amoureux de la belle, met au point un piège dans lequel se retrouve pris Dan. Condamné à dix ans de prison, Dan s'ennuie et utilise ses dons en dessin pour tracer un portrait du Christ sur le mur de sa cellule. Le lendemain, un meurtrier qui est conduit à la potence passe devant le dessin et reçoit miraculeusement une vision du Christ. Dan, en voyant ce miracle, se sent un instrument dans les mains de Dieu. Il commence à lire la Bible. Des artistes en visite pour voir ce portrait admirent la qualité de son travail. Une demande de pardon arrive finalement sur le bureau du gouverneur et peu après l'ancien bandit est libre de sortir. Alors qu'il veut se venger du shérif qui l'a fait emprisonner, une tempête éclate et un éclair frappe le shérif. Dan retrouve la femme qui l'aime, enfin digne de cet amour.

## Fiche technique
- Titre original : The Great Redeemer
- Titre français : Un lâche
- Réalisation : Maurice Tourneur et Clarence Brown
- Scénario : H. H. Van Loan, Jules Furthman, Clarence Brown et John Gilbert
- Adaptation : John Gilbert, Jules Furthman
- Direction artistique : Floyd Mueller
- Photographie : Charles Van Enger
- Production : Maurice Tourneur
- Société de production : Maurice Tourneur Productions
- Société de distribution : Metro Pictures Corporation
- Pays de production :  États-Unis
- Langue originale : anglais
- Format : noir et blanc — 35 mm — 1,37:1 — Muet
- Genre : drame
- Durée : 50 minutes
- Date de sortie :
  - États-Unis : 18 octobre 1920

## Distribution
- House Peters : Dan Malloy
- Marjorie Daw : la jeune femme
- Jack McDonald : le shérif
- Joseph Singleton : le meurtrier
- John Gilbert